# Nebraska City
Nebraska City ist eine Kleinstadt im US-Bundesstaat Nebraska im Otoe County, dessen County Seat es gleichzeitig ist. Das U.S. Census Bureau hat bei der Volkszählung 2020 eine Einwohnerzahl von 7222 ermittelt.

## Geographie
Nebraska Citys geographische Koordinaten sind 40° 41′ N, 95° 52′ W (40,676247, −95,859659) Die Stadt liegt am Westufer des Missouri Rivers, rund 70 km südlich von Omaha und eine knappe Fahrstunde von Lincoln entfernt.
Nach den Angaben des United States Census Bureaus hat die Stadt eine Fläche von 11,4 km², alles davon Land.

## Tourismus
Nebraska City gilt als „Home of the Arbor Day“, da der Arbor Day hier seine Wurzeln hat, und die Stadt hat eine Reihe interessanter Sehenswürdigkeiten. Der Arbor Day wurde durch Julius Sterling Morton im Jahr 1872 in Nebraska gegründet. An jedem ersten Freitag im April werden Bäume gepflanzt. Heute gibt es die viel besuchte Arbor Day Farm/Lied Lodge und einige Apfelplantagen (Kimmel Orchard). Nebraska City hat eine Reihe Parks (zum Beispiel Wildwood, Riverview) sowie eine beachtliche Anzahl an Museen, z. B. das Nature Center. Weitere Touristenattraktionen sind die J.M. Sterling Cabin, das historische Gerichtsgebäude und der Ausblick über das Tal des Missouri. Neben dem Arbor Day im April findet im September das Apple Jack Festival statt, das unter anderem traditionell mit einer großen Parade gefeiert wird.

## Industrie
Neben einer Bagelfabrik befindet sich wenige Autominuten südlich von Nebraska City ein Kraftwerk der Omaha Public Power District (OPPD), dem örtlichen Energieversorger, das den Strom für die Region produziert.
In Nebraska City hat die Elster American Meter Company (gegründet 1836) hier 1953 ihren Produktionsstandort aufgebaut. Elster American Meter Company gehört zum Honeywell Konzern.
Nebraska City ist durch Landwirtschaft (vor allem Rinder und Maisanbau) in der Umgebung geprägt. Es gibt eine Reihe von Geschäften im Stadtzentrum und ein Industriegebiet im Westen. Die Unterhaltungsindustrie ist unter anderem durch das Pioneer 3 Theatre (Kino), eine Bowling Alley und zwei Videotheken vertreten. Zudem gibt es ein Fitnesscenter und ein Walmart-Supercenter.

## Schulen
Nebraska City verfügt über eine Grade School, Elementary School, Middle School und die Nebraska City High School (NCHS, Klassenstufe 9 bis 12), die etwas mehr als 500 Schüler hat. Das Maskottchen der Schule ist der Pioneer.

## Persönlichkeiten
- James L. Richardson (1909–1987), Generalleutnant der United States Army
- Robert J. Schreiter (1947–2021), römisch-katholischer Theologe